# Sádok (Klátova Nová Ves)
Sádok je místní část obce Klátova Nová Ves, 4 km západně od centra, v okresu Partizánske. Leží v Nitranské pahorkatině, pod výběžkem Tribeče, v nadmořské výšce 200 m n.. m., nedaleko říčky Vyčoma. V obci se nachází románský kostel ze začátku 12. století, později několikrát upravený, který má hodnotný románský i renesanční interiér. U kostela je řadové kosterní pohřebiště s náhrobními kameny ze 12. - 14. století. Od roku 2002 se realizuje komplexní obnova, roku 2009 se uskutečnila celková exteriérová rekonstrukce kostelíku.
Sádecký kostelík inspiroval i režiséra Martina Šulíka, který zde v roce 1991 natáčel scény do svého debutového filmu Něha.